# فلسیک
فلسیک (انگلیسی: Felsic) در زمین‌شناسی به گروهی از سنگ‌های آذرین گفته می‌شود که نسبتاً غنی از عناصری مانند فلدسپات و کوارتز است. سنگ‌های فلسیک در مقابل مافیک قرار دارند که درصد منیزیم و آهن آن‌ها بیشتر است. فلسیک به سنگ‌های غنی از کانی‌های سیلیکات، ماگما و سنگ‌های غنی از عناصر سبک‌تر مانند سیلیسیم، اکسیژن، آلومینیم، سدیم و پتاسیم هستند. ماگما یا گدازه فلسیک، ویسکوزیته بالاتری نسبت به ماگما یا گدازه مافیک دارد.
سنگهای فلسیک معمولاً دارای رنگ روشن بوده و دارای چگالی ویژه کمتر از ۳ هستند. رایج‌ترین سنگ‌های فلسیک گرانیت است. مواد معدنی فلسیک معمولی شامل کوارتز، موسکویت، ارتوکلاز و فلدسپاتهای پلاژیوکلاز غنی از سدیم (غنی از آلبیت) هستند.